# Querétaro Fútbol Club
Der Querétaro Fútbol Club – heute mit dem Zusatz Gallos Blancos (deutsch Weiße Hähne) ausgestattet – ist ein mexikanischer Fußballverein aus Santiago de Querétaro.

## Geschichte
Der ursprüngliche Querétaro FC wurde 1950 von Alfonso Pachin Niembro und Raúl Ayala gegründet, um die Stadt in der neu geschaffenen zweiten Liga zu repräsentieren, die erstmals 1950/51 ausgespielt wurde. Folglich gehörte der Verein auch zu den Gründungsmitgliedern dieser Liga. Wenige Jahre später gab der Spieler Herrera Pozas seinem Team den Spitznamen Gallos. Irgendwann kam dann noch die farbliche Bezeichnung Blanco hinzu.
In den 1970er Jahren entwickelte sich eine Rivalität mit dem ebenfalls in der Stadt ansässigen Club Estudiantes de Querétaro. 1977 wurden beide Vereine von dem Millionär Armando Presa erworben und mit neuen Namen ausgestattet: aus dem Querétaro FC wurde der Club Atletas Industriales und aus dem Universitätsklub der Club Atletas Campesinos. Nachdem der Investor sein Interesse an beiden Vereinen wieder verloren hatte – was nicht lange dauern sollte –, kehrten diese zu ihren Wurzeln zurück. Allerdings wurde der Name „Gallos Blancos“ bei dieser Gelegenheit bereits 1982 vom Stadtrivalen vereinnahmt und stand dem erst seit 1988 wieder seinen alten Namen tragenden Querétaro FC daher nicht mehr zur Verfügung.
Seinen alten Spitznamen sollte der Querétaro Fútbol Club erst um die Jahrtausendwende zurückerhalten – und seinen Stadtrivalen gleich dazu. Denn zu diesem Zeitpunkt kam es zu der Fusion der beiden Vereine unter der neuen Bezeichnung Querétaro Fútbol Club Gallos Blancos.
Nachdem die Atletas Campesinos bereits in den Spielzeiten 1980/81 und 1981/82 Erstligaluft schnuppern durften und dies 1986/87 auch dem erst 1985 von der Televisa-Gruppe gegründeten und bereits 1987 in die Grenzstadt Ciudad Juárez verfrachteten Kunstverein Cobras Querétaro gelungen war, brachte der Traditionsverein Querétaro FC erstmals 1990 Erstligafußball in die Stadt. Diese Epoche endete nach vier Jahren mit dem Abstieg im Sommer 1994.
Das neu entstandene Fusionsprojekt hat den Ehrgeiz, die Stadt dauerhaft in der höchsten Spielklasse zu vertreten. Zu diesem Zweck wurde im Sommer 2002 die Lizenz des angeschlagenen CF La Piedad erworben. Doch bereits zwei Jahre später fiel der noch junge Verein der Reduzierung der Primera División von 20 auf 18 Mannschaften zum Opfer. Wiederum zwei Jahre später gelang den „weißen Hähnen“ die Zweitligameisterschaft – und somit die Rückkehr in die höchste Spielklasse diesmal allein aufgrund von sportlichen Leistungen. Allerdings folgte im Sommer 2007 der unmittelbare Abstieg, so dass Querétaro sich zu einer Fahrstuhlmannschaft zu entwickeln droht, die in den Spielzeiten 2007/08 und 2008/09 nur in der zweitklassigen Primera División 'A' vertreten war. Zuletzt war der Verein zwischen 2009 und 2013 erneut in der ersten Liga vertreten.
In der Saison 2014/15 spielte der brasilianische Fußballstar Ronaldinho für den Querétaro FC und stieß mit der Mannschaft in der Clausura 2015 bis ins Finale um die mexikanische Fußballmeisterschaft vor, das gegen Santos Laguna verloren wurde. Dennoch war es der bis dahin größte Erfolg in der Vereinsgeschichte der Gallos Blancos.
Anderthalb Jahre nach Ronaldinhos Weggang konnte der Verein in der Apertura 2016 mit dem Gewinn des mexikanischen Pokalwettbewerbs seinen ersten bedeutenden Titel gewinnen. Dieser Triumph wurde von folgender Mannschaft errungen: Tiago Volpi (Torwart, Kapitän und „Matchwinner“), Miguel Ángel Martínez, Juan Forlín, Neri Cardozo, Jaime Gómez Valencia, Jonathan Bornstein, Luis Miguel Noriega, Yerson Candelo, Marco Antonio Jiménez (64. Andrés Rentería), Camilo da Silva Sanvezzo (76. Ángel Sepúlveda), Carlos Fierro (64. Edgar Benítez). Trainer: Víctor Manuel Vucetich.

## Erfolge
- Mexikanischer Pokalsieger: Clausura 2016

## Trainer
- Carlos Alberto (1999)